# Mogens Gyldenstjerne till Fulltofta

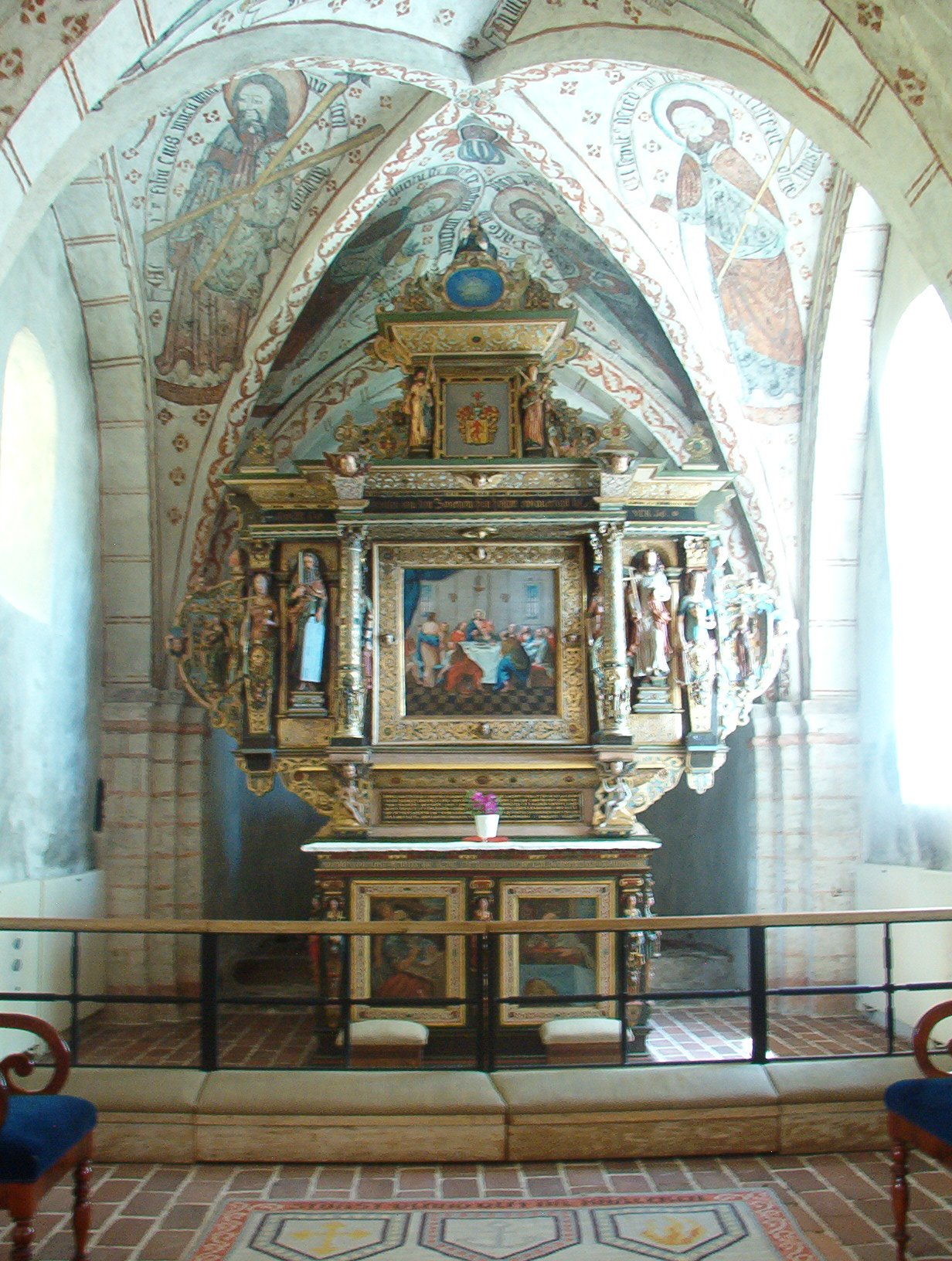
Altartavla från 1636 med vapen för Mogens Gyldenstjerne og Sophie Rantzau.

Mogens Gyllenstierna (även Gyldenstjerne, Gyldenstierne), till Fulltofta och Findstrup, född omkring 1590, död 7 april 1639 i Vianen, Utrecht, var en dansk ämbetsinnehavare.

## Biografi
Mogens Gyldenstierne II (prel 1560-1621) var son till Mogens Gyldenstierne (prel 1481-1569), till Bjersgård och Helle Ebbesdatter Ulfeldt (1550 – 30 aug 1608). Han var gift före 1624 med Sophie Frantzsdatter von Rantzau, till Söholm.
Gyldenstierne II var hovjunkare 1603-10, och skriven som ägare till Findstrup i Salling härad 1622–36, och till Fulltofta samt Søholm 1630–48. År 1610 förlänades han Varbergs län som omfattade de fyra häraderna Fjäre, Viske, Himle och Faurås.
Dåtidens skatt utkrävdes i form av natura (råg, smör, honung m.m) och bokfördes av skrivare på Varbergs slotts. Enligt arkivarie Thelma Jexlev ser arkivmaterialet korrekt ut på ytan, men på djupet visar det sig att Gyldenstierne tänjt på gränserna. Mängder med varor har förskingrats enligt historikern  Peter von Möller. Flera dokument indikerar att administrationen i Köpenhamn misstänkt att det förelegat diskrepanser.
Allmogen hade fattat misstankar om att Gyldenstierne II använde falska mått för uppmätningen av skatteuppbörden och att överskottet skeppades till hans hans gods Fulltofta (nuv Hörby kommun) i Skåne. Några bönder framförde klagomål hos landsdomaren. Gyldenstierne hade inte räknat med att bönderna skulle vara ihärdiga. Kronans män genomförde en visitation vilket resulterade i ett brev från kung Christian IV daterat den 22 september 1621 vari det påpekades att bönderna förorättats genom att skrivaren skulle ha använt falska mått och vikter.
Skrivaren fördes till rätta i oktober 1621. Nämnden ansåg inte att de kunde döma i målet. Christen Jörgensen blev dömd till döden och avrättades. Bönderna misstänkte att Gyldenstierne fortsatte att använde falska mått då man inte märkte någon skillnad. Den principfaste Olof Torstensen vägrade att acceptera svindleriet och uppmanade bönderna vid möten att göra något åt saken. Man beslöt att samla in pengar för att skicka en delegation till den danske kungen för att påtala missförhållandena. Detta blev känt hos länsherren Gyldenstierne som svarade med motaktioner och anställde en skenrättegång 1622 mot de som han anklagade för att ha uppviglat till uppror. Nämndemännen ansåg att alla hade rätt att gå till kungs med klagomål och tvekade att döma. Med pistolhot tvingade han nämndemännen att utfärda en dödsdom vilken omedelbart verkställdes, utan att det fått sin lagliga rätt till överklagan. 13 år senare ledde detta till Mogens Gyldenstjernes fall. Han tvingades att avgå den 1 maj 1633 och efterträddes av Henrik Gyldenstjerne.
Den 17 april 1635 föll domen efter kungens rättarting vari man ansett Mogens Gyldenstjerne felaktigt ha anklagat Olof Torstensen i Åhs och Anders Andersen i Stenstorp för myteri. Han gick i landsflykt till Nederländerna någon gång mellan 1635 och 1636. Hans egendom drogs in till kronan, men hustrun fick den senare.
Konungen utfärdade en belöning på 1000 riksdaler i belöning för hans infångande. Gyldenstjerne lyckades undfly rättvisan och dog 62 år gammal i den Nederländska staden Vianen.